# Prefettura apostolica di Gondar
La prefettura apostolica di Gondar (in latino: Praefectura Apostolica de Gondar) è una sede soppressa della Chiesa cattolica.

## Storia
La prefettura apostolica di Gondar fu eretta il 25 marzo 1937 con la bolla Quo in Aethiopiae di papa Pio XI, ricavandone il territorio dal vicariato apostolico di Abissinia, contestualmente soppresso. L'erezione della nuova circoscrizione ecclesiastica si inserì nel più vasto progetto di riorganizzazione della Chiesa cattolica in Etiopia dopo la conquista italiana.
La prefettura apostolica comprendeva i commissariati di Gondar, Semien, Goggiam e Beghemeder nel governatorato di Amara. Il territorio fu affidato ai missionari comboniani, che sostituivano i lazzaristi francesi, e come primo prefetto fu nominato padre Pietro Villa, procuratore generale dell'Istituto.
L'azione missionaria si rivolse inizialmente ai coloni italiani, e solo in un secondo momento anche alla popolazione abissina maggioritaria. Nei primi anni, oltre alla missione di Kerker, fondata dai lazzaristi francesi, i comboniani aprirono nuove missioni a Gondar, Addi Arcai, Azozò, Debra Marcos, Debre Tabor, Gorgora, Metemma, Socotà e Womberà.
Tra i missionari comboniani si distinse in particolare padre Pio Ferrari, forndatore della missione di Gorgora sul lago Tana; egli si impegnò in particolare nel dialogo con gli ortodossi e soprattutto con i numerosi monaci che abitavano lungo le sponde del lago.
L'Etiopia fu conquistata dall'esercito britannico nel 1941, e l'ultima roccaforte italiana a cadere fu proprio Gondar. Da questo momento iniziò il rimpatrio forzato degli italiani, tra cui anche i missionari; nel mese di luglio del 1943 anche il prefetto Villa lasciò Gondar, per non farvi più ritorno.
Il 20 febbraio 1961 la prefettura apostolica, che era vacante dal 1946, fu di fatto soppressa e il suo territorio, in forza della bolla Quod Venerabiles di papa Giovanni XXIII, divenne parte integrante dell'arcieparchia di Addis Abeba.

## Cronotassi dei prefetti
- Pietro Villa, M.C.C.I. † (28 luglio 1937 - 25 marzo 1946 nominato vescovo ausiliare di Porto e Santa Rufina[2])
  - Sede vacante (1946-1961)

## Statistiche
La diocesi al termine dell'anno 1950 contava 820 battezzati.
| anno | popolazione | popolazione | popolazione | presbiteri | presbiteri | presbiteri | presbiteri                | diaconi | religiosi | religiosi | parrocchie |
| anno | battezzati  | totale      | %           | numero     | secolari   | regolari   | battezzati per presbitero | diaconi | uomini    | donne     | parrocchie |
| ---- | ----------- | ----------- | ----------- | ---------- | ---------- | ---------- | ------------------------- | ------- | --------- | --------- | ---------- |
| 1950 | 820         | ?           | ?           | 2          | 2          | 0          | 410                       |         |           |           | 1          |